# 영암 만취재 소장 고문서
영암 만취재 소장 고문서(靈巖 晩翠齋 所藏 古文書)는 대한민국 전라남도 영암군 서호면 만취재에 있는, 17세기 초반(1603년)부터 20세기 초반(1903년)에 걸쳐 작성된 밀양김씨 문서이다.
2019년 11월 14일 전라남도의 문화재자료 제290호로 지정되었다.

## 지정 사유
17세기 초반(1603년)부터 20세기 초반(1903년)에 걸쳐 작성된 밀양김씨 문서로 조선시대 사회제도사, 향촌사회사 연구의 귀중한 자료이다.
24명의 호적 사항을 담고 있는 호적자료 90건과, 재산을 상속한 분재기, 소지, 토지매매 문서로 역사적․학술적 가치가 지대하다.

## 참고 문헌
- 영암 만취재 소장 고문서 - 국가유산청 국가유산포털